# Káplár László
Káplár László (Kaposvár, 1952. december 8. – Pécs, 2003. március 18.) magyar újságíró, a Magyar Távirati Iroda (MTI) pécsi tudósítója, a Hetedhéthatár című lap egyik alapítója.

## Pályája
A Pécsi Tanárképző Főiskolára járt matematika-pedagógia szakra, 1979-ben itt szerzett diplomát. Hat évig volt pedagógus (nevelőtanár Somogygesztiben, majd Kaposváron).
1979-től tudósította az MTI-t Baranya megyéből. Szerkesztette az 1989-ben alapított Helyzet című dél-dunántúli hetilapot, majd a Pécsi Extrát, később a rövid életű pécsi Esti Extrát.

## Családja
Fiai Zoltán (született 1975) és Fülöp (1993). Felesége Nagy Rózsa. Archiválva 2007. október 8-i dátummal a Wayback Machine-ben

## A Káplár-díj
Egyénisége indította a rá emlékezőket, hogy 2006-tól útjára indítsák a Káplár László Emlékére Kulturális Alapítvány Káplár László Jó Ember Díját. „Amikor felesége értesített, hogy „Laci elment”, a fájdalom egy gondolatot ébresztett: Káplár László MTI-sként – a szakma szabályai szerint – „névtelen” volt, arra kell törekedni, hogy a neve fennmaradjon. Mert meg kell őrizni azt a tisztaságot, azt az emberséget, amellyel igen is érdemes élni, akármennyire másról szól a XX-XXI. század. Ha nem lennének ilyen típusú emberek, ki adna erőt a folytatáshoz, a napi küzdelmekhez?” – írta L. Csépányi Katalin, a díj kezdeményezője.
Természetszerető emberként egyik legkedvesebb kirándulóhelye a Zengő volt, az éves díj átadásának idejét ezért a bánáti bazsarózsa, a hegy ritka kincse virágzásának idejére, április végére időzítették és a hegynél adják át.

## Díjai
- Pécs Város Sajtódíja (1997)[1]

## Külső hivatkozások
- Sajtó – az Alapítvánnyal kapcsolatban megjelent újságcikkek, rádióinterjúk

- Szerkesztő Bencze János. Ki kicsoda Pécsett 1995-ben. Pécs: Dél-dunántúli Extra Lapkiadó Kft (1996). ISBN 1416-1834 69. o.

- Szerkesztette Bencze János. Ki kicsoda Pécsett 2000-ben. Pécs: Bar-Zal Lapkiadó Kft. (2001). ISBN 1416-1834 57. o.